# Tore Ruud Hofstad
Tore Ruud Hofstad (* 9. August 1979 in Eidsvoll) ist ein ehemaliger norwegischer Skilangläufer, der sich auf die Sprintdisziplinen und kurze Distanzen spezialisiert hatte.

## Werdegang
Hofstad gab sein internationales Debüt bei den Junioren-Weltmeisterschaften 1997 in Canmore. Dort gewann er die Bronzemedaille mit der Staffel. Bei den Junioren-Weltmeisterschaften 1998 in Pontresina lief er über 10 km Freistil auf den elften Platz. Mit der Staffel holte er dort die Silbermedaille. Ein Jahr später bei den Nordischen Junioren-Skiweltmeisterschaften 1999 in Saalfelden am Steinernen Meer erreichte er über 10 km im klassischen Stil mit Rang neun sein erstes Top-10-Resultat. Vier Tage später sicherte er sich über 30 km die Silbermedaille.
Zur Saison 1999/2000 startete Hofstad erstmals bei internationalen FIS-Rennen in Norwegen und Schweden. Im Januar 2000 gab er schließlich sein Debüt im Skilanglauf-Continental-Cup. Dabei gelang ihm im zweiten Rennen in Nybygda als 22. erstmals der Lauf in die Punkteränge. Bei den Norwegischen Meisterschaften 2000 lief er der Konkurrenz deutlich hinterher. Trotz dieses Misserfolgs gab er eine Woche später in Trondheim sein Debüt im Skilanglauf-Weltcup. Als 44. konnte er mit der Konkurrenz dabei noch nicht mithalten und verpasste erste Weltcup-Punkte deutlich.
Erst zum Auftakt der Weltcup-Saison 2001/02 in Ramsau am Dachstein gelang ihm mit Platz 27 im Massenstart über 30 km erstmals der Lauf in die Punkteränge. Im Januar 2002 verpasste er beim Weltcup in Nové Město na Moravě einen Podestplatz knapp und lief als Vierter ins Ziel. Trotz dieses Erfolgs verblieb Hofstad weiter im B-Kader und damit im Continentalcup. Im Val di Fiemme erreichte er dabei zweimal den dritten Rang und damit zwei gute Podestplatzierungen.
Im März 2002 kam Hofstad erneut im Weltcup zum Einsatz und lief über 15 km in Lahti als Dritter auch dort erstmals aufs Podium. Auch beim folgenden Staffelrennen nahm er als Teammitglied teil und lief mit der Mannschaft auf Rang vier. Wenig später beendete er seine erste Weltcup-Saison auf Rang 37 der Weltcup-Gesamtwertung. Auch in die folgende Saison 2002/03 startete er mit guten Resultaten in den Punkterängen. In Nové Město na Moravě feierte er mit der norwegischen Staffel seinen ersten Weltcup-Sieg. Wenig später startete er im Val di Fiemme bei den Nordischen Skiweltmeisterschaften 2003. Dort überraschte er die Konkurrenz mit guten Laufleistungen und sicherte sich über die 2-mal-10-Kilometer-Doppelverfolgung die Silbermedaille. Mit der Staffel lief er wenig später der Konkurrenz davon und gewann die Goldmedaille. Im Abschlussrennen über 50 km lief er auf Rang 34. Zum Saisonende lief er in Lahti noch einmal auf Rang elf. Beim letzten Weltcup-Rennen der Saison mit der Staffel lief er noch einmal auf Rang vier.
Bei den Norwegischen Meisterschaften 2003 in Trondheim verpasste er als Vierter in der Doppelverfolgung seine erste nationale Medaille knapp. In die Saison 2003/04 startete Hofstad mit zwei neunten Plätzen in Beitostølen. An gleicher Stelle lief er wenig später über 15 km erstmals auch in einem Einzelrennen auf ein Weltcup-Podium. Auch beim folgenden Staffelrennen lief er mit der Mannschaft auf den zweiten Rang. Nachdem er aber in den folgenden Wochen nicht an die Erfolge anknüpfen konnte, ging er im Januar für einige Rennen wieder im B-Kader an den Start im Rahmen des Continentalcup. Nach zwei Siegen in Valkeakoski kam er jedoch schnell wieder in die A-Mannschaft. In Oberstdorf lief er wieder in die Weltcup-Punkteränge. Mit der Staffel sicherte er sich in Umeå mit Platz zwei wieder einen Podestplatz. Zum Saisonende lief er in Pragelato über 30 km wieder auf Rang vier und beendete wenig später die Saison auf dem 36. Platz der Gesamtwertung.
Zu Beginn der Saison 2004/05 gewann Hofstad mit der Staffel in Lago di Tesero erneut ein Weltcup-Rennen. Wenig später gewann er bei den Norwegischen Meisterschaften in Lillehammer seinen ersten nationalen Titel. Bei der folgenden Nordischen Skiweltmeisterschaft 2005 in Oberstdorf sicherte er sich mit seinem Partner Tor Arne Hetland Gold im Teamsprint. Kurz zuvor hatte er sich mit der Norwegischen Staffel zum zweiten Mal nach 2003 den Weltmeistertitel gesichert. Im Einzel über 15 km lief er zudem auf den Bronzerang. Die Saison schloss Hofstad im März mit einem Staffelsieg in Falun ab.
Am 27. November 2005 feierte Hofstad im finnischen Kuusamo seinen ersten und einzigen Weltcup-Sieg in seiner Karriere. Bei seinen ersten Olympischen Winterspielen 2006 in Turin startete der Norweger nur im Staffelrennen und belegte gemeinsam mit Jens Arne Svartedal, Odd-Bjørn Hjelmeset und Frode Estil auf dem fünften Rang.
Zu Beginn der Saison 2006/07 landete Hofstad als Zweiter in Gällivare zum letzten Mal auf einem Einzelweltcup-Podium. Nur in der Staffel konnte er sich in der Folge noch Podestplatzierungen und Siege sichern. Für die Nordischen Skiweltmeisterschaften 2007 in Sapporo wurde er nicht für den Kader nominiert. Die Saison 2006/07 beendete er trotz dessen als seine erfolgreichste auf Rang 31 der Weltcup-Gesamtwertung. In der Folge konnte er nur noch bei Staffelrennen auf sich aufmerksam machen. Zwar gewann er auch bei Einzelrennen regelmäßig Punkte, größere Erfolge blieben aber aus. In der Saison 2008/09 musste er großteils pausieren, nachdem bei ihm eine Infektion mit Chlamydophila pneumoniae festgestellt wurde.
Bei den Nordischen Skiweltmeisterschaften 2009 in Liberec gelang ihm mit der Mannschaft zum dritten Mal der Gewinn der Goldmedaille. In der Einzelverfolgung über 30 km war er zuvor auf Rang 34 gelaufen. Für das abschließende 50-km-Rennen wurde er zwar gemeldet, ging aber nicht an den Start.
Nach den Weltmeisterschaften kam er im Weltcup nicht mehr zum Einsatz. Im Juli 2010 zog er sich offiziell aus dem Profigeschäft zurück. Lediglich im Scandinavian Cup und im Marathon-Cup startete er bis 2012 unregelmäßig, konnte sich dabei jedoch nicht mehr gegen die junge Konkurrenz durchsetzen. Für 2012 plante er ein offizielles Comeback. Mit einem Start bei den Norwegischen Meisterschaften 2013 in Gåsbu, bei denen er über 15 km auf Rang 41 lief, blieb eine Rückkehr ins Nationalteam auch weiterhin ausgeschlossen. Er startete jedoch weiter bei lokalen und regionalen Rennen. So gewann er 2013 auch das Rennen in Sjusjøen.
Ab Juni 2014 gehörte er dem Langlaufteam ParkettPartner an.

## Erfolge

### Medaillen bei Weltmeisterschaften
- 2003 im Val di Fiemme: Gold mit der Staffel, Silber im Skiathlon
- 2005 in Oberstdorf: Gold im Teamsprint, Gold mit der Staffel, Bronze über 15 km
- 2009 in Liberec: Gold mit der Staffel

### Siege bei Weltcuprennen

#### Weltcupsiege im Einzel
| Nr. | Datum             | Ort     | Disziplin                      |
| --- | ----------------- | ------- | ------------------------------ |
| 1.  | 27. November 2005 | Kuusamo | 15 km Freistil Individualstart |

#### Weltcupsiege im Team
| Nr. | Datum             | Ort                  | Disziplin           |
| --- | ----------------- | -------------------- | ------------------- |
| 1.  | 19. Januar 2003   | Nové Město na Moravě | 4 × 10 km Staffel 1 |
| 2.  | 12. Dezember 2004 | Lago di Tesero       | 4 × 10 km Staffel 2 |
| 3.  | 20. März 2005     | Falun                | 4 × 10 km Staffel 3 |
| 4.  | 25. November 2007 | Beitostølen          | 4 × 10 km Staffel 4 |
| 5.  | 23. November 2008 | Gällivare            | 4 × 10 km Staffel 5 |

### Siege bei Continental-Cup-Rennen
| Nr. | Datum            | Ort         | Disziplin       | Serie           |
| --- | ---------------- | ----------- | --------------- | --------------- |
| 1.  | 9. Dezember 2001 | Kajaani     | 10 km Freistil  | Continental Cup |
| 2.  | 17. Januar 2004  | Valkeakoski | Sprint Freistil | Continental Cup |
| 3.  | 18. Januar 2004  | Valkeakoski | 10 km Freistil  | Continental Cup |

### Medaillen bei nationalen Meisterschaften
- 2002: Silber mit der Staffel, Bronze im Sprint
- 2003: Silber mit der Staffel, Bronze über 30 km
- 2004: Gold mit der Staffel, Silber im Skiathlon
- 2005: Gold über 15 km, Gold im Teamsprint, Gold mit der Staffel
- 2006: Silber mit der Staffel
- 2007: Silber über 15 km, Silber mit der Staffel
- 2009: Gold mit der Staffel

## Statistik

### Teilnahmen an Nordischen Skiweltmeisterschaften
| Jahr und Ort       | Wettbewerb | Wettbewerb | Wettbewerb | Wettbewerb | Wettbewerb | Wettbewerb |
| Jahr und Ort       | 15 km      | Skiathlon  | 50 km      | Sprint     | Staffel    | Teamsprint |
| ------------------ | ---------- | ---------- | ---------- | ---------- | ---------- | ---------- |
| 2003 Val di Fiemme | –          | 2.         | 34.        | –          | 1.         | –          |
| 2005 Oberstdorf    | 3.         | –          | –          | –          | 1.         | 1.         |
| 2009 Liberec       | –          | 34.        | –          | –          | 1.         | –          |

### Weltcup-Statistik
Die Tabelle zeigt die erreichten Platzierungen im Einzelnen.
- 1.–3. Platz: Anzahl der Podiumsplatzierungen
- Top 10: Anzahl der Platzierungen unter den ersten zehn
- Punkteränge: Anzahl der Platzierungen innerhalb der Punkteränge
- Starts: Anzahl gelaufener Rennen in der jeweiligen Disziplin
- Hinweis: Bei den Distanzrennen erfolgt die Einordnung gemäß FIS.

| Platzierung         | Distanzrennen a | Distanzrennen a | Distanzrennen a | Distanzrennen a | Distanzrennen a | Skiathlon Verfolgung | Sprint | Etappen- rennen b | Gesamt | Team c | Team c  |
| Platzierung         | ≤ 5 km          | ≤ 10 km         | ≤ 15 km         | ≤ 30 km         | > 30 km         | Skiathlon Verfolgung | Sprint | Etappen- rennen b | Gesamt | Sprint | Staffel |
| ------------------- | --------------- | --------------- | --------------- | --------------- | --------------- | -------------------- | ------ | ----------------- | ------ | ------ | ------- |
| 1. Platz            |                 |                 | 1               |                 |                 |                      |        |                   | 1      |        | 5       |
| 2. Platz            |                 |                 | 2               |                 |                 |                      |        |                   | 2      |        | 2       |
| 3. Platz            |                 |                 | 1               |                 |                 |                      |        |                   | 1      |        | 3       |
| Top 10              |                 | 1               | 9               | 1               |                 |                      |        |                   | 11     | 1      | 13      |
| Punkteränge         |                 | 3               | 16              | 5               |                 | 7                    |        |                   | 31     | 2      | 14      |
| Starts              |                 | 8               | 21              | 6               | 3               | 9                    | 2      |                   | 49     | 2      | 14      |
| Stand: Karriereende |                 |                 |                 |                 |                 |                      |        |                   |        |        |         |